# Мамаевка (Башкортостан)
Мамаевка (баш. Мәмаевка) — деревня в Иглинском районе Республики Башкортостан Российской Федерации. Входит в состав Кальтовского сельсовета. 

## География

### Географическое положение
Деревня расположена на старице реки Сим.
Расстояние до:
- районного центра (Иглино): 31 км,
- центра сельсовета (Кальтовка): 8 км,
- ближайшей ж/д станции (Иглино): 31 км.

## Население
| 2002 | 2009 | 2010 |
| ---- | ---- | ---- |
| 2    | ↗4   | ↘0   |

Национальный состав
Согласно переписи 2002 года, преобладающая национальность — белорусы (100 %).